# Segare Ijiri
Segare Ijiri (せがれいじり) est un jeu vidéo humoristique sorti au Japon en 1999 sur PlayStation. Il a été développé par Enix. Il a pour suite Zoku Segare Ijiri sorti en 2002 sur PlayStation 2.

## Accueil
Gamekult décrit l'univers du jeu comme « barré » et comme un « jeu pour scatophiles ».
Le jeu est assumé comme un kusoge (« mauvais jeu »), ses créateurs le décrivant comme le « pire jeu qu'on puisse offrir à un gamer ».